# Брэди, Эрин
Эрин Брэди (англ. Erin Brady, род. 5 ноября 1987, Ист-Хамптон, Коннектикут, США) — американка, победительница конкурса красоты «Мисс США 2013» и участница «Мисс Вселенной 2013».

## Биография
Эрин родилась 5 ноября 1987 году в городе Ист-Хамптон, штат Коннектикут, в семье, где злоупотребляли алкоголем и наркотиками, поэтому в будущем ставит целью оказывать помощь детям, оказавшимся в подобных условиях.
Окончила Университет Центрального Коннектикута по специальности финансов, после победы на «Мисс США» заявила о намерении уйти из компании, в которой она работает бухгалтером. Свою жизнь, Эрин хочет посвятить защите детей от наркомании и алкоголизма. Своё стремление Эрин Брэди уже доказала на деле, сотрудничая с детским госпиталем.
Эрин Брэди — полная тезка подруги лидера группы Aerosmith Стивена Тайлера, известного своим пристрастием к наркотикам.

## Мисс США 2013
Эрин представляла штат Коннектикут на конкурсе «Мисс США 2013» 16 июня 2013 года в Лас-Вегасе, штат Невада и в итоге, победила.
На заключительном этапе конкурса девушке пришлось ответить на сложный вопрос о том, поддерживает ли она решение Верховного Суда США, разрешившего полицейским брать анализ ДНК у задержанных в рамках обычных проверок. По словам Брэди, она «поддерживает это решение, поскольку задержанные совершили преступление»

## Мисс Вселенная 2013
25-летняя уроженка Ист Хэмптона, чье очарование, остроумие, спортивная фигура и чисто американская красота позволили обойти 50 других великолепных участниц в деле захвата столь желанной короны и титула,была уполномочена представлять США на конкурсе красоты «Мисс Вселенная», которая прошел 9 ноября 2013 года в Москве, в Крокус Сити Холл.С Эрин соперничали участницы из 85 стран.
9 ноября 2013 года на "Мисс Вселенной 2013", Эрин вошла в Топ - 10

## Личная жизнь
13 декабря 2014 года состоялась свадьба Эрин с давним бойфрендом Тони Капассою.Пара должна была пожениться 9 ноября 2013 года, в тот же день, когда она участвовала в конкурсе «Мисс Вселенная» в Москве.В соответствии с правилами конкурса «Мисс США», Брэди и Капассо должны были подождать, пока Брэди не завершит свой год в качестве обладательницы титула. В 2020 году Брэди вышла замуж за Ника Коладжованни. Ее двоюродные братья и сестры Марк и Дин.